# Вестерн-свинг
Ве́стерн-свинг (англ. western swing, от western и swing) — стиль танцевальной музыки, создававшийся в среде традиционных для белого населения США струнных ансамблей в 1920-е годы. Развившись из бытового музыкального жанра, стал популярен на юго-западе, где существовали устойчивые танцевальные традиции. Основоположники направления отличались новаторством и эклектизмом, свободно перенимали черты разных музыкальных стилей, в том числе джаза. При этом, вестерн-свинг считается одним из наиболее самобытных жанров в музыкальной истории американского юга.

## Термин

### Возникновение
Музыкальное направление развивалось под влиянием различных этнических культур: негритянских, англоамериканских, мексиканских, немецких, ковбойских традиций, и в период 1930-х годов не имело конкретного названия. Музыковед Кери Джинелл объясняет это всеобщей распространённостью подобной танцевальной музыки в относительно изолированном техасском регионе и, вследствие этого, отсутствием необходимости в термине, для выделения на фоне других жанров.
На фоне того, что Джинелл назвал всеобщей «джазификацией» кантри, в репертуаре ансамблей появилось слово свинг. Одним из ранних примеров заимствования стала песня Марвина Монтгомери «Вы когда-нибудь слышали свинг струнной группы?» (1936). Характерным для этого периода стало новообразование свинг-билли (от свинг и хиллбилли). К примеру, в 1937 году у Дэйва Спрула, контрабасиста техасской группы «Э́мбасси Файв», было прозвище Техасский свинг-билли, а в штате Северная Каролина был известен музыкальный коллектив «Свинг Би́ллис». В техасских и оклахомских газетах стали появляться новые словосочетания: хилл-билли джаз и хиллбилли свинг, ковбойский джаз и ковбойский свинг, техасский свинг. Считается, что историки пока не выяснили точную дату возникновения термина вестерн-свинг. Известно, что весной и летом 1938 года музыкальное совмещение слов вестерн и свинг уже употреблялось айовскими газетами в рекламе выступлений группы «Оклахо́ма А́утло́с» Эла Клозера, выступавшей перед показами кинофильма-вестерна «Под западными звёздами».
Музыкальная индустрия 1930-х годов также не имела отдельной категории для композиций в этом стиле. Этикетка грампластинки могла содержать уточняющие прилагательные, как хот, блюз, но́велти, в сочетании с понятием струнной группы: хот стринг-бэнд, блюз стринг-бэнд, новелти стринг-бэнд; указания на принадлежность к танцевальной музыке: хот данс, новелти хот данс, фокстрот. Встречаются и традиционные для музыки в исполнении белых музыкантов определения: олд-тайм, хиллбилли. Фирмы грамзаписи могли поместить группу «Лайт Краст Да́фбойс» или Боба Уиллса и в расовые каталоги, вместе с негритянскими артистами. Музыковед Чарльз Таунсенд отмечает, что работники музыкальной индустрии просто не знали, как называть такое гибридное звучание. Тем не менее, в начале 1940-х фирма «Виктор» обозначила новую категорию под названием «Техасский свинг». К середине 1940-х всё чаще стало использоваться более обобщающее название — вестерн-свинг. Со временем, оно стало основным для данного музыкального направления.

### Определение
Исследования о вестерн-свинге публиковались с 1950-х годов, преимущественно историками кантри-музыки. Из-за отсутствия музыковедческой базы, ранние работы отличались узкой направленностью в плане имён исполнителей и звукозаписей. Ранние техасские скрипичные ансамбли почти не подвергались историческому документированию. Несколько публикаций сделали ранние исследователи этой области, среди них Чарльз Фороу и Боб Пинсон. Билл Малоун внёс вклад исследованием творчества Оскара и Дока Харперов, ансамблей «Ха́мфрис Бра́дерс» и «Ист-Те́ксас Серена́дерс», а его фундаментальная работа 1968 года «Кантри-музыка США» закрепила вестерн-свинг в рамках кантри-культуры. В том же году один из основателей стиля, Боб Уиллс, был принят в Зал славы кантри. Основу музыковедческой литературы о вестерн-свинге заложили Гленн Хили, Гленн Уайт, Фред Хоуптнер. Исследования продолжили Рич Кинцли, Кери Джинелл, Тони Расселл, Чарльз Таунсенд, Кевин Коффи и другие. Возрождение интереса к вестерн-свингу совпало с публикацией книги Чарльза Таунсенда «Роза Сан-Антонио» (1976), посвящённой Бобу Уиллсу. В 1994 году у Кери Джинелла вышла книга «Милтон Браун и создание вестерн-свинга». Обе работы признаны авторитетными источниками о вестерн-свинге. Ещё в начале 1990-х Джинелл отмечал, что вопрос, чем в действительности является вестерн-свинг, снова стал актуален в связи с повышением внимания к жанру. Многие исследователи пытались выяснить его определяющие факторы, что приводило к противоречиям, когда результаты применялись к конкретным музыкальным группам разных периодов.
Первой попыткой систематизировать значимые записи вестерн-свинга стала «Дискография вестерн-свинг и хот стринг-бэндов, 1928—1942» (2001), составленная Кери Джинеллом и Кевином Коффи. В предисловии, авторы отмечают, что сложнее всего было определить параметры включения в дискографию; в итоге они решили, что дискография должна быть, как и сам стиль, скорее широко, нежели узко ориентированная. Джинелл и Коффи выбрали три ключевых параметра у ранних представителей: 1) импровизационность; 2) использование не только струнных инструментов; 3) пение в поп-стиле. Параметры включения не распространились на «Ист-Тексас Серенадерс», признаваемой некоторыми ранними исследователями влиятельной группой. И, наоборот, способствовали добавлению записей, носивших, в стилистическом плане, единичный характер в репертуаре некоторых артистов. Большинство исполнителей в дискографии вестерн-свинга — с юго-запада, в основном из Техаса. В дискографию были включены струнные группы из других регионов, с похожим танцевально-ориентированным, джазовым и блюзовым подходом; и группы, находившиеся под тем же джазовым, блюзовым и поп влиянием, что и юго-западные музыканты, но развивавшиеся параллельно и независимо — они комбинировали эти влияния с местными традициями, и имели в результате отличное от групп Техаса и Оклахомы, звучание.
Оценки принадлежности вестерн-свинг-музыкантов к кантри и джазу отличаются некоторой противоречивостью, в том числе на официальном уровне. Зал славы кантри-музыки признаёт Милтона Брауна и Боба Уиллса главными основоположниками вестерн-свинга. Оба артиста, как и другие исполнители в этом стиле, присутствуют в дискографии, изданной при содействии этой организации. Однако, Боб Уиллс, избранный в Зал славы, не относил себя к кантри-музыкантам, а Милтон Браун отказался от идеи записывать песни Джимми Роджерса — одного из самых популярных хиллбилли-исполнителей. Мнение о том, что вестерн-свинг является джазовой, а не кантри-музыкой, высказывает исследовательница Джин Бойд в своей книге «Джаз юго-запада» (1998). При этом, критически о её работе отозвался именно блюзовый и джазовый музыковед Пол Оливер. В своей более ранней работе Пол Оливер отмечал элемент блюза в вестерн-свинге, но, высказал мнение, что струнные группы много заимствовали из блюза, но они не делали вклада в его развитие, а лишь популяризовывали и «разбавляли» его. В дискографии Джинелла и Коффи, где при включении ранних представителей учитывалось сочетание чёрных и белых музыкальных стилей, отсутствуют записи Джимми Роджерса, который записывался в 1930 году с Луи Армстронгом, но присутствуют его песни в исполнении других артистов. Данный подход отчасти поддерживает мнение Тони Расселла и Боба Пинсона, которые считают, что сравнивать вестерн-свинг с терминами олд-тайм или хиллбилли, выглядит эксцентрично и нецелесообразно.

## Комментарии
1. ↑  струнный ансамбль (англ. string band или stringband, транскр. стринг-бэнд, дословно — «струнный оркестр») — музыкальный коллектив, исполняющий народные мелодии (обычно на танцах)[2], и имеющий в составе струнные инструменты: скрипки-фиддл, гитары и т.д.
2. ↑  Позднее на грампластинках вышел «Свинговый блюз № 1» Боба Уиллса, «Свингуй, барабанщик» Боба Скайлса, «Свинг ковбоя» Хэнка Пенни и др.[9]
3. ↑  хиллбилли (англ. hillbilly) — один из двух основных маркетинговых музыкальных терминов тех лет (второй — «расовые записи», для обозначения музыки в исполнении негров), заменённый в 1940-х годах словом кантри[10].
4. ↑  словосочетание вестерн свинг применялось в США 1930-х годов и раньше, но в других значениях (в спорте, политике). В начале 1937 года, в газетной рекламе водевильного шоу, словосочетание было использовано в новом, музыкальном значении — вестерн свинг-бэнд (англ. a western swing band, дословно — «западная свинг-группа»), — однако это относилось к джазовому коллективу с Западного побережья, и не имело отношения к рассматриваемому направлению[14]. В следующем году вестерн свинг упоминался журналисткой Вирджинией Нельсон в рецензии на кинофильм «Ковбой из Бруклина», однако и там музыка была другой направленности[15].
5. ↑  1) хот (англ. hot — возбуждающий волнующий, страстный[18], импровизационный[19]) — музыкальный термин, употреблявшийся в США и Европе, часто в словосочетании хот-джаз (англ. hot jazz); 2) новелти (англ. novelty — новинка[20]) — один из классов популярной песни с отличительными чертами странности, необычности, комичности и т.д. (1949)[21].
6. ↑  композиции помеченные таким образом зачастую записаны с использованием как струнных, так и духовых инструментов[9].
7. ↑  для сравнения, Джинелл приводит в пример коллектив Милтона Брауна «Бра́унис» и оркестр Спейда Кули, которых, на первый взгляд, сложно отнести к одной категории: в 1930-х годах «Браунис» играли, преимущественно, джаз, в плане инструментария и репертуара; а оркестр Кули в 1940-х годах исполнял, в основном, заранее аранжированные ковбойские и вестерн-песни, в манере оркестров Томми Дорси или Гленна Миллера. Их репертуар состоял из собственных композиций, тогда как «Браунис» исполняли известные популярные и джазовые вещи. Джинелл, заключает, что оба коллектива ныне попадают в одну и ту же музыкальную категорию, и если смотреть на вестерн-свинг в развитии, то легче понять несоответствие между этими коллективами[30]
8. ↑  в том числе потому, что никто из общавшихся с авторами музыкантов их не припоминал.
9. ↑  в Зал славы кантри-музыки, кроме Боба Уиллса, был избран ещё один ранний представитель вестерн-свинга — Джимми Дэвис (1972).

### Книги
- Mazor, Barry. Meeting Jimmie Rodgers : how America’s original roots music hero changed the pop sounds of a century. — Oxford University Press, 2009. — 376 p. — ISBN 978-0-19-532762-5.
- Oliver, Paul. The New Grove gospel, blues and jazz with spirituals and ragtime / Paul Oliver, Max Harrison, William Bolcom. — London : W. W. Norton ; New York, 1986. — 395 p. — ISBN 0-333-40785-7.
- Oliver, Paul. Yonder come the blues : the evolution of a genre / Paul Oliver, Tony Russell, Robert M. W. Dixon … [et al.]. — Cambridge University Press, 2001. — 358 p. — ISBN 0-521-78259-7.
- Russell, Tony. Introduction // Country Music Records : A Discography, 1921-1942 / editonal research by Bob Pinson assisted by the staff of the Country Music Hall of Fame and Museum. — Oxford University Press, 2008. — P. 3—7. — 1183 p. — ISBN 978-0-19-513989-1.

### Газеты и журнылы
- Anon. [A 4 star stage show] : advertisment // The Marion Star. — Marion, Ohio, 1937. — Vol. LX, № 76 (24 February). — P. 4. — 14 p.
- Anon. [Al Clauser] : advertisment // Ames Daily Tribune. — Ames, Iowa, 1938. — 6 May.
- Anon. Coast Report. — In: Music Grapevine // Billboard. — Nielsen Business Media, Inc., 1944. — Vol. 56, № 43 (21 October). — P. 19. — 80 p. — ISSN 0006-2510.
- Anon. Embassy Five Stresses New Note in Music : Dance Band at Chatterbox Stresses Importance of New Rhythm // St. Petersburg Times. — St. Petersburg, Florida, 1937. — Vol. 54, № 130 (2 December). — P. 7. — 20 p.
- Abbott, Sam. Spade Cooley (Reviewed at the Riverside Breakfast Club, Los Angeles). — In: On the Stand (Reviews of Orchestras Playing Hotels, Night Club and Ballroom Location and One-Nighters) // Billboard. — Nielsen Business Media, Inc., 1944. — Vol. 56, № 24 (10 June). — P. 18. — ISSN 0006-2510.
- Bingham, Tom. The Folk Box. — In: Record Reviews // Audio / ed. by Eugene Pitts III. — Radio Magazine, 1976. — Vol. 60, № 5 (May). — P. 83. — 96 p. — ISSN 0004-752X.
- Cronin, J. F. Strummin' "Geetar" is Music to Millions, So Hillbilly Record Company Prospers // The Cincinnati Enquirer. — Cincinnati, Ohio, 1946. — № 232 (27 November). — P. 15. — 20 p.
- Hickinbotham, Gary. A History of the Texas Recording Industry / Texas State University // Journal of Texas Music History. — Berkeley Electronic Press, 2004. — Vol. 4, no. 1.
- Nelson, Virginia. The Midwest. — In: The Review Corner // The Daily Oklahoman. — Oklahoma City, Oklahoma, 1938. — 31 July. — P. 57 (D-Five). — 68 p.
- Shaw, Arnold. The Vocabulary of Tin-Pan Alley Explained by Arnold Shaw // Notes. — Music Library Association, 1949. — Vol. 7, no. 1 (December). — P. 33—53. — doi:10.2307/889665. — JSTOR 889665.

### Внешние ссылки
- Adolph Hofner and his San Antonians — South Texas Swing / Jessie Polka ; OKeh 06350 (8.1941) // 78 RPM. — Дата обращения: 12.2018.
- Cliff Bruner's Texas Wanderers — (I Wish I Could Shimmy Like My) Sister Kate / Kangaroo Blues ; Decca 5624 (11.1938) // 78 RPM. — Дата обращения: 12.2018.
- hot : adjective // dictionary.com. — Дата обращения: 12.2018.
- The Light Crust Doughboys — Happy Cowboy / Oh! Susanna ; Vocalion 03345 (11.1936) // 78 RPM. — Дата обращения: 12.2018.
- Milton Brown And His Brownies : Darktown Strutters' Ball / Crafton Blues ; Decca 5179 (2.1936) // 78 RPM Record. — Дата обращения: 12.2018.
- Search // newspapers.com. — Дата обращения: 12.2018.
- Teacher’s Guide to the Country Music Hall of Fame® and Museum // Country Music Hall of Fame. — Дата обращения: 12.2018.

### Справочные издания
- Новый большой англо-русский словарь : в 3 т. / Апресян Ю. Д., Медникова Э. М., Петрова А. В. и др. Под общ. рук. Ю. Д. Апресяна. — 1-е изд. — М. : Русский язык, 1993. — Т. 1 : A—F. — 832 с. — ISBN 5-200-01848-X.
- Новый большой англо-русский словарь : в 3 т. / Апресян Ю. Д., Медникова Э. М., Петрова А. В. и др. Под общ. рук. Ю. Д. Апресяна. — 1-е изд. — М. : Русский язык, 1993. — Т. 2 : G—Q. — 828 с. — ISBN 5-200-01954-0.